# فرودگاه فرنسیسکو د اوریانا

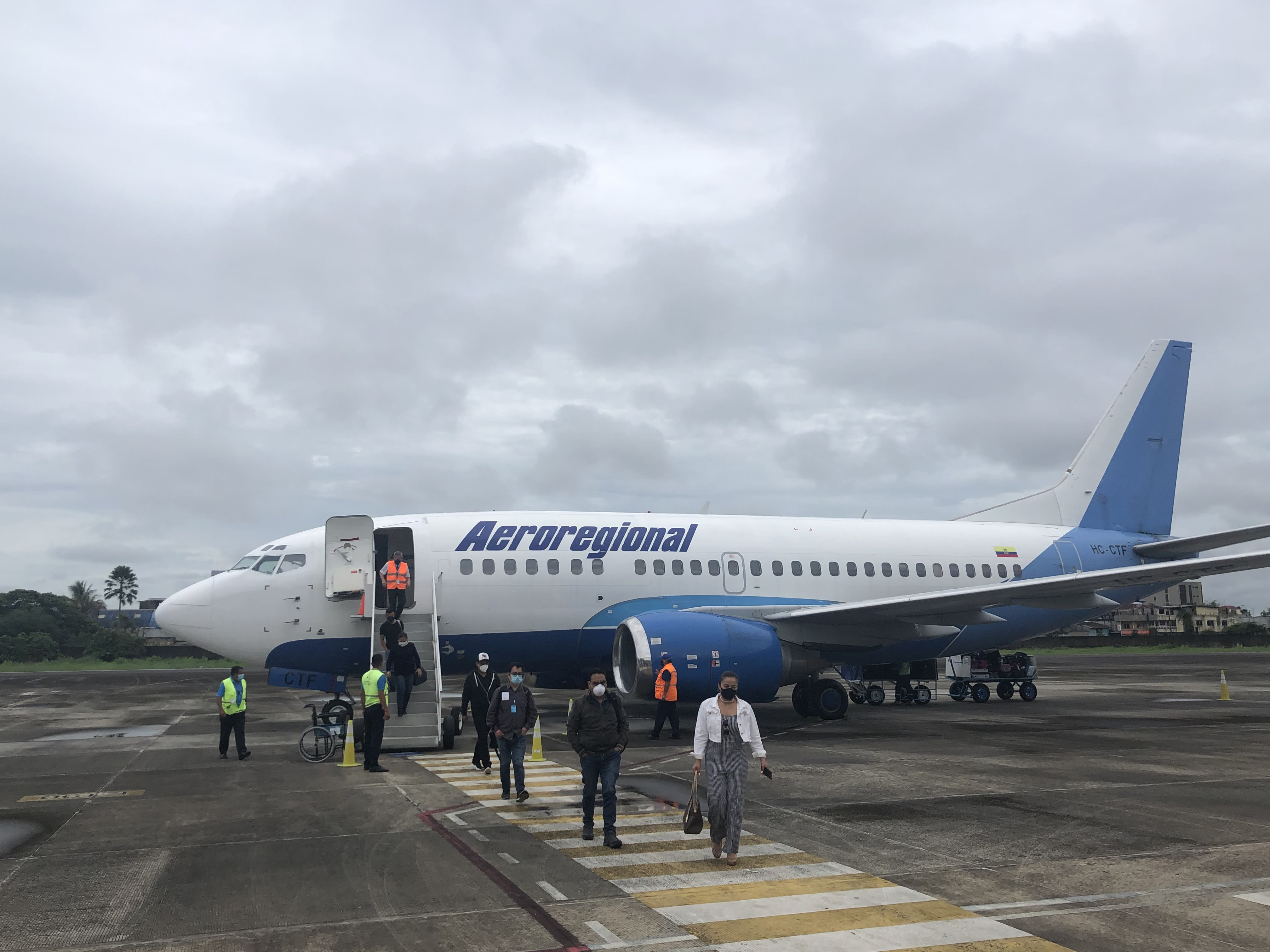
فرودگاه فرنسیسکو د اوریانا

فرودگاه فرنسیسکو د اوریانا (به انگلیسی: Francisco de Orellana Airport) یک فرودگاه همگانی با کد یاتا OCC است که یک باند فرود آسفالت دارد و طول باند آن ۲۰۶۰ متر است. این فرودگاه در کشور اکوادور قرار دارد و در ارتفاع ۲۵۴ متری از سطح دریا واقع شده است.